# آندي تايلور
آندي تايلور (بالإنجليزية: Andy Taylor)‏ (14 مارس 1986 ببلاكبرن في المملكة المتحدة - ) هو لاعب كرة قدم بريطاني في مركز الدفاع. لعب مع بلاكبيرن روفرز وشيفيلد يونايتد وكوينز بارك رينجرز ونادي بلاكبول ونادي ترانمير روفرز لكرة القدم ونادي والسول وهدرسفيلد تاون ونادي كرو ألكساندرا.

## وصلات خارجية
- آندي تايلور على موقع قاعدة بيانات كرة القدم.إي يو (الإنجليزية)
- آندي تايلور على موقع Soccerbase.com (لاعب) (الإنجليزية)